# Suzuki Grand Vitara
La Suzuki Grand Vitara (in Giappone e altre nazioni commercializzata come Suzuki Escudo) è un'autovettura fuoristrada prodotta dal 1999 dalla casa automobilistica Suzuki. Arriva dopo e integra la più piccola Suzuki Vitara.

## Prima serie
La prima serie della Grand Vitara è stata prodotta dal 1999 al 2005, nelle versioni a 3 e 5 porte, con motori sia diesel che a benzina: 
- 2.0 td anno 1998- 1999 codice motore : RF
- 2.0 td anno 2000-2002 codice motore : RHZ
- 2.0 td anno 2003-2005 codice motore : RHW
- 1.6 16V
- 2.0 benzina
- 2.5 v6 benzina

Le sospensioni sono a ruote indipendenti all'anteriore e a ponte rigido al posteriore con sistema quadrilink; è dotato di trazione integrale e di cambio con marce ridotte.
Era presente anche una versione a 7 posti chiamata Suzuki Grand Vitara XL-7 (in Giappone la dicitura Vitara diventa Escudo), venduta in Sud America con marchio Chevrolet, che nel 2006 avrà una nuova generazione, basata invece sulla Chevrolet Equinox (data la joint-venture tra Suzuki e la General Motors).
Nel 2002 è stata sottoposta ai crash test dell'Euro NCAP totalizzando il risultato di 3 stelle.

## Seconda serie

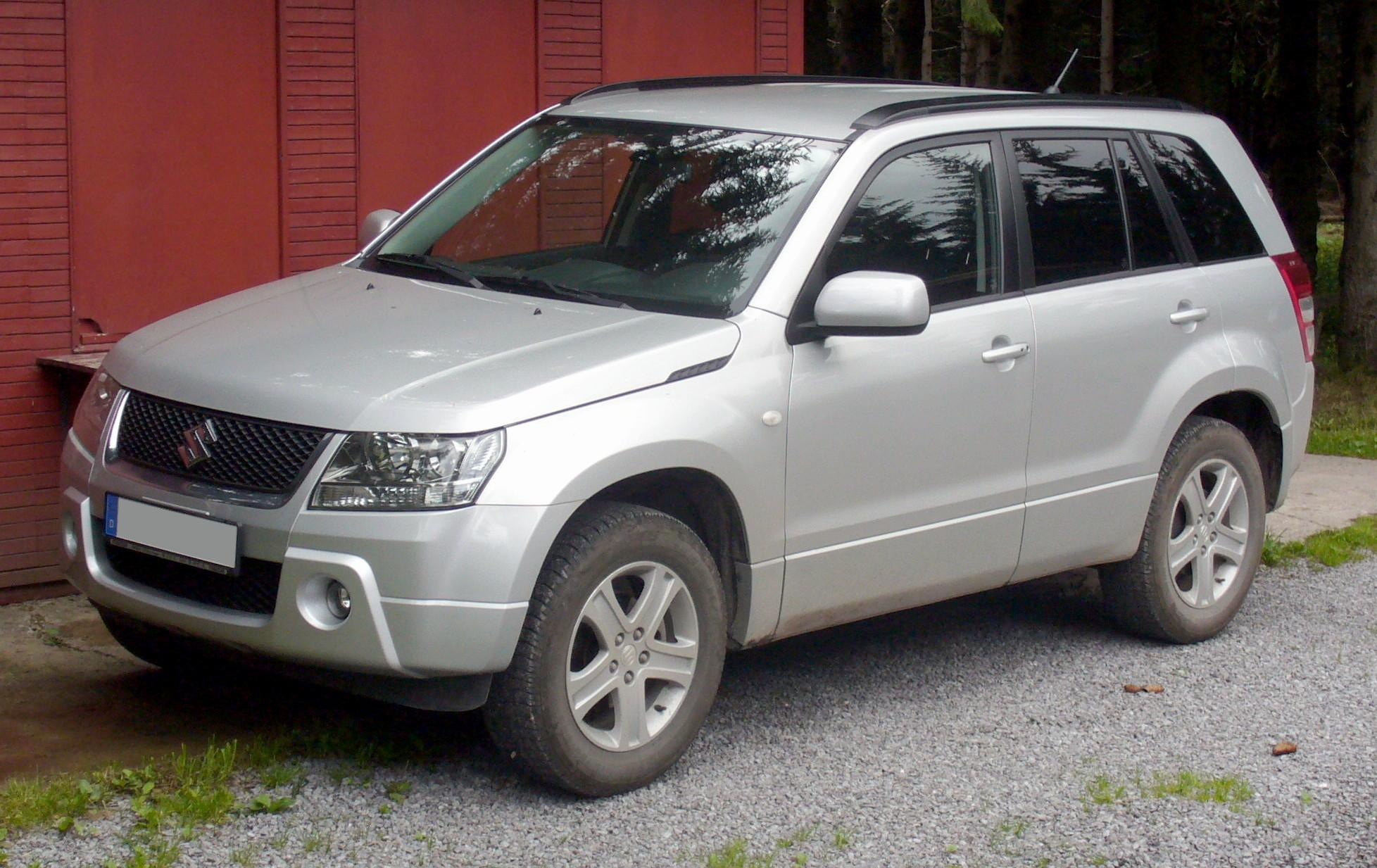
Suzuki Grand Vitara seconda serie

La seconda serie della Grand Vitara è prodotta a partire dal 2005, nelle versioni a 3 e 5 porte.
Non si tratta di un semplice SUV, ma di una vera e propria fuoristrada molto robusta e comoda dotata di marce ridotte (tranne la 1.6 che ne è sprovvista).
Nel 2007 anche la seconda versione della Grand Vitara è stata sottoposta ai crash test dell'Euro NCAP, raggiungendo in questo caso le 4 stelle.
Nel 2015, con la messa in produzione della serie successiva che era stata presentata l'anno precedente, viene perso il prefisso "Grand" e ritorna ad essere utilizzato solo il nome Suzuki Vitara.

### Motorizzazioni
| Modello     | Disponibilità | Motore  | Cilindrata (cm³) | Potenza           | Coppia Massima (Nm) | Emissioni CO2 (g/Km) | 0–100 km/h (secondi) | Velocità max (Km/h) | Consumo medio (Km/l) |
| 1.6 VVT     | dal 2005      | Benzina | 1586             | 78 Kw (106 Cv)    | 145                 | 195                  | 13.4                 | 160                 | 12.2                 |
| 2.4 VVT 3p  | dal 2005      | Benzina | 2393             | 122 Kw (166 Cv)   | 225                 | 201                  | 11.0                 | 180                 | 11.4                 |
| 2.4 VVT 5p  | dal 2005      | Benzina | 2393             | 124 Kw (168.6 Cv) | 227                 | 204                  | 11.3                 | 185                 | 11.3                 |
| 1.9 DDiS 3p | dal 2005      | Diesel  | 1870             | 95 Kw (129 Cv)    | 300                 | 177                  | 12.8                 | 170                 | 14.3                 |
| 1.9 DDiS 5p | dal 2005      | Diesel  | 1870             | 95 Kw (129 Cv)    | 300                 | 179                  | 13.2                 | 170                 | 14.2                 |

## Terza serie
La terza generazione della Suzuki Grand Vitara è stata presentata il 20 Luglio 2022 in India e condivide, insieme alla Toyota Urban Cruiser Hyryder, la piattaforma Global C utilizzata su S-Cross e Vitara.

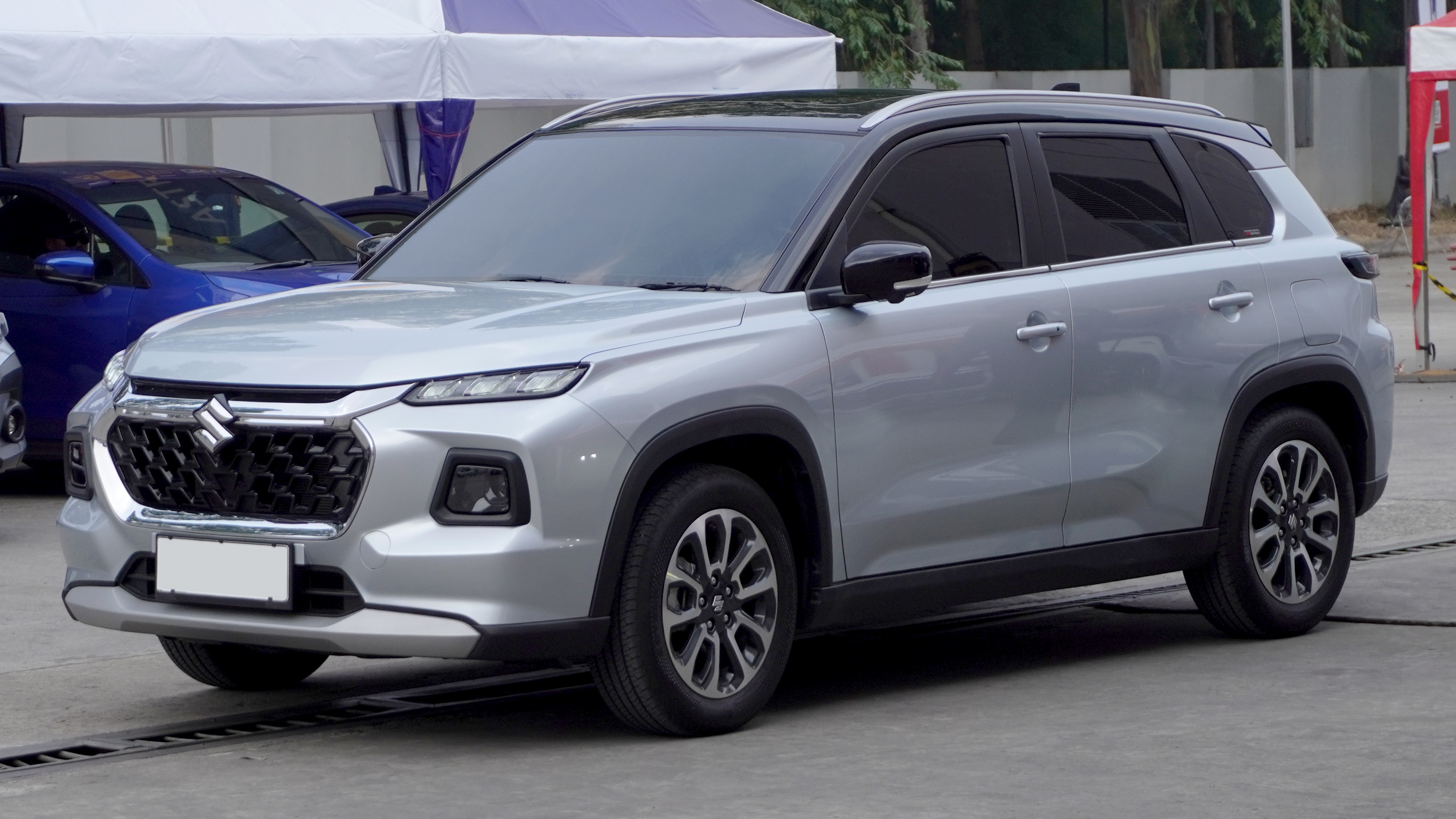
La terza generazione della Suzuki Grand Vitara

Prodotta nello stabilimento indiano di Toyota Kirloskar a Bidadi, è disponibile con una gamma di propulsori mild e strong ibridi con trazione anteriore o su tutte e quattro le ruote tramite la tecnologia proprietaria di trazione integrale All Grip.
La produzione è iniziata nell'agosto del 2022 e prevede la commercializzazione ed esportazione in 60 paesi oltre a quello indiano. Nel gennaio 2023 sono iniziate le prime esportazioni verso l'America Latina, Africa e Medio Oriente. In Europa e in Nord America non è al momento prevista la commercializzazione.
Il design esterno è stato sviluppato da Alessandro Di Gregorio mentre quello degli interni da Takumi Arita, entrambi designers rispettivamente del Centro Stile Europeo e Giapponese di Suzuki.

## Suzuki Escudo Pikes Peak Version

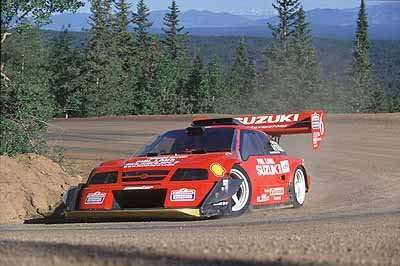
La Escudo Pikes Peak Version

La Suzuki Escudo Pikes Peak Version è un prototipo da corsa che per ragioni di marketing riproduce in parte alcuni tratti della carrozzeria della Grand Escudo.
Venne realizzata nel 1996 dalla Suzuki per prendere parte alla gara su sterrato di Pikes Peak, in Colorado.
La Pikes Peak version ha un motore da 2500 cm³ (2493 cm³ per l'esattezza), V6 con doppio turbo, in grado di sviluppare ben 985 CV a 8100 giri al minuto.
La Suzuki Escudo Pikes Peak Version ha un rapporto peso/potenza inferiore a uno.
Con la Suzuki Escudo Pikes Peak Version il sessantenne giapponese Nobuhiro Tajima ha stabilito nell'edizione del 2007 il record della gara fermando il cronometro a 10'01”408 e stabilendo anche quello della velocità massima raggiunta: 205 km/h.